# Maison Stanić à Užice
La maison Stanić à Užice (en serbe cyrillique : Станића кућа у Ужицу ; en serbe latin : Stanića kuća u Užicu) se trouve à Užice, dans le district de Zlatibor, en Serbie. Elle est inscrite sur la liste des monuments culturels protégés de la république de Serbie (identifiant no SK 479).

## Présentation
La maison a été construite vers 1850.